# Puskás Ferenc (labdarúgóedző)
Id. Puskás Ferenc, Purczeld (Budapest, 1903. május 11. – Budapest, 1952. június 12.) magyar labdarúgó, középfedezet, edző. Fia Puskás Ferenc válogatott labdarúgó, edző.

## Pályafutása

### Játékosként
1927-ben a MÁV Gépgyári SK csapatából igazolt a Kispest FC együtteséhez és lett profi labdarúgó, ahol 1936-ig szerepelt az első csapatban.

### Edzőként
1937-ben szerzett edzői diplomát. Nevét ekkor változtatta Puskásra. 1937 és 1942 között volt először a Kispest vezetőedzője. 1945 és 1947 között ismét a Kispest, majd 1948 és 1951 között a Bp. Honvédra átnevezett klubnál tevékenykedett vezetőedzőként. A kispesti klub az ő munkássága alatt szerezte első két bajnoki címét az 1949–50-es és 1950-es tavaszi idényekben.

## Sikerei, díjai

### Edzőként
- Magyar bajnokság
  - bajnok: 1949–50, 1950-tavasz
- Magyar Népköztársasági Sportérdemérem arany fokozat (1951)[1]